# 337 (число)
337 (три́ста три́дцать семь) — натуральное число между 336 и 338.
- 337 день в году — 3 декабря (в високосный год — 2 декабря)[значимость факта?].

## В математике
- 337 является нечётным трёхзначным числом.
- 337 — простое число[1], причём сумма его цифр — также простое число[2].
- Число 337 является простым числом, отличающимся на 6 от простого числа 331[3].
- 337 — центральное 12-угольное число и центральное 16-угольное число[4].
- 337 — простое число Чена (337 + 2 = 339, являющееся полупростым числом)[5].
- При любых перестановках цифр в числе 337 получаются простые числа (373 и 733). Если не считать первых четырёх простых чисел, меньших десяти, и простых репьюнитов 11, 1 111 111 111 111 111 200 и 11 111 111 111 111 111 000 000 — есть лишь 7 групп таких абсолютных целых, начинающихся с чисел 13, 17, 37, 79, 113, 199, 337. Число 337 — самое большое из них[6][7].[8]
- 337# − 1 является праймориальным простым числом, восьмым простым числом такого типа (здесь p# — праймориал, то есть произведение всех простых чисел, не превышающих p)[8][9][10][11].
- 337 — наименьшее простое число, которое можно получить путём конкатенации двух простых чисел, являющихся делителями репьюнита: 3 и 37 (произведение которых равно 111)[12].
- {\displaystyle 337=2^{2^{3}}+3^{2^{2}}}[13].
- Злое число